# Galeota Grande
Die Galeota Grande, auch Galeota de Dom João V, ist eine 1711 (nach anderen Angaben 1728) für das portugiesische Königshaus erbaute Prunkbarkasse. Letztmalig wurde sie 1934 genutzt und ist heute Exponat im Museu da Marinha in Lissabon.

## Geschichte
Der Bau der Prunkbarkasse wurde von König João V. beauftragt, um sie exklusiv für das Königshaus und seine Gäste zu nutzen. Erbaut wurde die Barkasse auf der Werft Ribeira das Naus – bekannter unter der späteren Bezeichnung als Arsenal de Marinha – in Lissabon, die zuvor in ihrer Zeit bekannte Schiffe abgeliefert hatte wie die Flor de la Mar, die São Gabriel oder die Nossa Senhora da Conceição. Die Werft lieferte eine Barkasse ab, die 29,94 Meter lang und 3,24 Meter breit ist. Sie verfügte über 40 Ruder, die von 80 Ruderern bedient wurden.
Die Barkasse ist mit einem einzigen Decksaufbau versehen – einem luxuriös ausgestatteten Baldachin, ausgestattet mit Damastvorhängen, erlesenen Teppichen und goldbestickten Kissen. Große Teile des Rumpfes und der Heckspiegel sind reich verziert. Diese Verzierungen der Galeota Grande wurden im Laufe immer wieder an die Wünsche der jeweiligen Herrscher angepasst: Während der Regierungszeit von Königin Maria I. wurde das Wappen von König João V. am Heckspiegel durch das der Herrscherin ersetzt. Das Gleiche geschah während der Herrschaft von Pedro V., als er 1858 Königin Estefânia heiratete.
Genutzt wurde die Galeota Grande vom Hof häufig für Fahrten auf dem Tejo. Der erste überlieferte Einsatz der Barkasse bei einem Staatsakt erfolgte 1728 bei den Verlobungsfeierlichkeiten seiner Tochter Maria Barbara von Braganza, Infantin von Portugal, mit dem spanischen Thronfolger Ferdinand VI. Ebenso kam die Barkasse im Folgejahr bei der Verlobung des Prinzen von Brasilien und späteren Thronfolgers José I. mit der spanischen Infantin Maria Anna Viktoria von Spanien zum Einsatz.
Als der königliche Hof nach dem französischen Einmarsch in Portugal 1807 in das brasilianische Exil in Sicherheit gebracht wurde, muss die Galeota Grande zu den Barkassen gehört haben, die die königliche Familie und ihr Gefolge aus rund 15.000 Personen in Lissabon an Bord der Flotte brachte, die ab dem 27. November mit 28 Kriegsschiffen nach Brasilien segelten.
Im Jahr 1880 nahm die Galeota Grande an den Feierlichkeiten zu Ehren des portugiesischen Nationaldichters Luís de Camões teil. Auf ihr wurde die Urne mit den vermeintlichen sterblichen Überresten des Dichters zum Hieronymitenkloster überführt. Zu Beginn des 20. Jahrhunderts wurde sie erneut bei zwei wichtigen Ereignissen eingesetzt: während des offiziellen Besuchs von Edward VII. in Portugal für die Beförderung des Marineministers und während des Besuchs von Kaiser Wilhelm II. für die Beförderung eines Teils seines Gefolges vom kaiserlichen Schiff zum Anleger Cais das Colunas. Ihre letzte Fahrt fand 1934 statt, als sie am Festumzug der Stadtfeierlichkeiten teilnahm.
Mit der Eröffnung der neuerbauten Schiffshalle des Marinemuseums im Jahr 1963 wurde die Galeota Grande als eine der acht auszustellenden Barkassen aus dem Depot des Marinearsenals in das Museum überführt. Dort ist sie die älteste erhaltene Prunkbarkasse und neben der Bergantim Real eines der Hauptstücke der Sammlung.